# Felipa Niño Mas
Felipa Niño Mas (Benavente, Zamora 1902 - Madrid 1992) fou doctora en Filosofia i Lletres, secció Historia, professora en l'Institut Escola de Madrid i funcionària del Cos Facultatiu d'Arxivers, Bibliotecaris i Arqueòlegs, va arribar a ser vicedirectora del Museu Arqueològic Nacional.

## Ressenya biogràfica
Felipa Niño va ser una de les primeres dones a accedir sense restriccions legals als estudis superiors. Cal tenir en compte que quan Felipa Niño Mas va obtenir la llicenciatura i va guanyar les oposicions, feia tan sols 12 anys que s'havia reconegut a Espanya el dret de les dones als estudis universitaris oficials i presencials, fet al qual es refereixen dues reals ordres, de 9 de març i de 4 de setembre de 1910, publicades en la Gaceta de Madrid. La nova normativa va permetre a les dones l'accés a l'ensenyament oficial sense necessitat del requisit d'autorització específica, que quedava derogat, així com el reconeixement del títol universitari per a exercir professionalment en institucions públiques dependents del Ministeri d'Instrucció Pública i Belles Arts.

### Professora i arxivera
Felipa Niño va ingressar a l'Instituto Escuela de Madrid com a professora aspirant en el curs 1923 a 1924. Un any abans havia obtingut la llicenciatura en Filosofia i Lletres, Secció d'Història, a la Universitat Central, sent un dels dos premis extraordinaris de 1922. Sota la direcció de Claudio Sánchez-Albornoz va fer la seva tesi doctoral sobre la repoblació de Castella la Vella, amb Premi Extraordinari de Doctorat el 1930, mèrit que solament Felipa Niño i dues persones més van obtenir eixe any. L'any 1931 va ser també el de l'ingrés, per oposició, en el Cos Facultatiu d'Arxivers, Bibliotecaris i Arqueòlegs.
Niño, que havia pres contacte amb el Centre d'Estudis Històrics durant el curs 1928-29 en què va assistir al Seminari d'Història de les Institucions Medievals, va treballar com a col·laboradora de la Secció d'Art Pictòric i Escultòric espanyol del CEH, durant els cursos de 1930 a 1934. Compaginant la seva professió d'arxivera amb la de professora, el 1931 es va presentar a les oposicions, torn lliure, per proveir les Càtedres de Geografia i Història, vacants als Instituts Cervantes, de Madrid; Joan Maragall, de Barcelona; Alcoi, Pontevedra, Baeza i Conca. Però dels 109 aspirants, 22 van ser dones i cap va aconseguir guanyar les oposicions. Aquest mateix any, va ser pensionada per estudiar en els museus francesos, Roma i al Victoria and Albert Museum de Londres, per a especialitzar-se en teixits. Després de la guerra civil, va col·laborar amb l'Instituto Diego Velázquez, en la seva secció d'escultura medieval i moderna. Com a Sotsdirectora del Servei del Tresor Artístic de Patrimoni Nacional, el 1943 va ser comissionada per a la catalogació i inventari de les obres d'art del Palau Reial. Posteriorment, va catalogar els teixits coptes del Museu Arqueològic Nacional.
El BOE núm. 6, de 07/01/1969, va publicar l'Ordre de 27 de novembre de 1968 per la qual cessava en el càrrec de secretària del Museu Arqueològic Nacional i se la nomenava vicedirectora de l'esmentat Museu.

### Confiscació de monedes del Museu Arqueològic Nacional d'Espanya
La intervenció de Felipa Niño en la Confiscació de monedes del Museu Arqueològic Nacional d'Espanya va consistir a col·laborar amb Felipe Mateu i Llopis a tractar d'evitar la sortida de nombroses peces del monetari del Museu Arqueològic Nacional, quan el Sotssecretari d'Instrucció Pública va acudir personalment a retirar-les, al començament de novembre de 1936.
Felipa Niñova ser una de les funcionàries evacuades a València per l'ordre d'evacuació de funcionaris emesa l'11 d'octubre de 1937 per la Sotssecretaria d'Instrucció Pública i Belles Arts

### El Creuer universitari pel Mediterrani de 1933
Felipa Niño Mas va viatjar com a docent en el Creuer universitari pel Mediterrani de 1933 que van realitzar catedràtics, professors universitaris, alumnes de diverses facultats i organitzadors, promogut per Fernando de los Ríos, Ministre d'Instrucció Pública i Belles Arts de la República.